# Geiger (Alabama)
Geiger és una població dels Estats Units a l'estat d'Alabama. Segons el cens del 2000 tenia 161 habitants.

## Demografia
Segons el cens del 2000, Geiger tenia 161 habitants, 56 habitatges, i 40 famílies. La densitat de població era de 62,8 habitants/km².
Dels 56 habitatges en un 32,1% hi vivien nens de menys de 18 anys, en un 44,6% hi vivien parelles casades, en un 17,9% dones solteres, i en un 26,8% no eren unitats familiars. En el 23,2% dels habitatges hi vivien persones soles el 14,3% de les quals corresponia a persones de 65 anys o més que vivien soles. El nombre mitjà de persones vivint en cada habitatge era de 2,88 i el nombre mitjà de persones que vivien en cada família era de 3,46.
Per edats la població es repartia de la següent manera: un 30,4% tenia menys de 18 anys, un 11,2% entre 18 i 24, un 23% entre 25 i 44, un 21,7% de 45 a 60 i un 13,7% 65 anys o més.
L'edat mediana era de 36 anys. Per cada 100 dones hi havia 83 homes. Per cada 100 dones de 18 o més anys hi havia 89,8 homes.
La renda mediana per habitatge era de 17.917 $ i la renda mediana per família de 23.750 $. Els homes tenien una renda mediana de 30.625 $ mentre que les dones 10.417 $. La renda per capita de la població era de 8.585 $. Aproximadament el 33,3% de les famílies i el 41,1% de la població estaven per davall del llindar de pobresa.

## Poblacions més properes
El següent diagrama mostra les poblacions més properes.